# Cemu
Cemu és un emulador de Wii U per Windows en fase de desenvolupament actualment, ja ha aconseguit executar alguns jocs comercials, la seva última publicació fins ara és la 1.15.11c.
Cemu és capaç d'executar imatges codificades de Wii U (WUD) i arxius RPX / RPL a 1080p sempre que el joc els suporti. L'emulador no està optimitzat i encara requereix molt treball: ara mateix mou alguns jocs a poques imatges per segon (5, 10, 20, alguns 60), té llargs temps de càrrega, de vegades deixa de funcionar de forma inesperada i el suport l'àudio és parcial, no suporta alguns efectes de sons.

## Característiques
- Resolució de fins a 3840x2160
- Suport per Amiibo
- Suport per a NFC
- Soporte V-Sync
- Suport per a múltiples controls (Gamepads, fins a 8 jugadors ...)
- Reducció d'ús de la Memòria RAM (fins a 1,5 GB), Implica que es executa més ràpid cemu.
- Soporte per a Actualitzacions i DLC de jocs (DLC i suport d'actualització)
- Suport per Pack de Gràfics (720p; 1080p; 2K; 3K; 4K)
- Suport de depuració
- Suport per a pantalla del control
- Emulació d'àudio.

## Requisits del sistema
Per ara només és compatible amb Windows, es preveu ser adaptat a altres sistemes més endavant.

Els seus requisits de funcionament són:
- Windows 7; Windows 8; Windows 10 (x64) o superior
- OpenGL 4.1 (4.6 si es troba disponible)
- Memòria RAM: 4 GB de mínim, 8 GB o més recomanat.
- Targeta gràfica: GTX 750ti o major. R7 260X o alcalde. (Per ara té errors en les targetes d'Intel)